# Konačan skup
Konačan skup je u matematici teoriji skupova vrsta skupa. Neki skup S je konačan:
- ako je prazan
- ako postoji prirodni broj n kojim možemo pisati u obliku

S = {s1, s2, s3, ... sn}
time da je
si ≠ sj
za i ≠ j